# 2008年北京オリンピックのボクシング競技

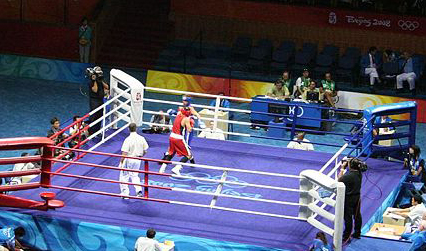
初日に行われたライトヘビー級1回戦・エジプト対ベラルーシの様子

2008年北京オリンピックのボクシング競技（2008ねんペキンオリンピックのボクシングきょうぎ）は、北京工人体育館で2008年8月9日から8月24日までの大会期間16日間のうち、15日にわたって実施された。

## 概要
この大会の出場枠は、2007年世界ボクシング選手権大会の上位8選手と大陸別選手権の上位選手に対して与えられた。
大会は男子のみ11階級で争われ、計44個のメダルは20か国・地域のオリンピック委員会（アメリカ3、アフリカ1、ヨーロッパ9、アジア7、オセアニア0）に渡った。国際ボクシング協会 (AIBA) に加盟する各国連盟のうち、五輪予選に参加した連盟の割合は69%（アメリカ64%、アフリカ67%、ヨーロッパ82%、アジア66%、オセアニア57%）で、前大会の99%から大幅に低下している。この大会までの2分4ラウンド制は、次のロンドン大会からは3分3ラウンド制となった。
1日あたりのテレビ報道は58時間で、世界的に毎分3,080万人が視聴した。これらの番組制作には合計73時間15分を要し、制作費は競技日1日あたり99,295ユーロ、制作時間1時間あたり20,330ユーロとなっている。チケットは183,617枚のうち182,117枚が売れ、全競技におけるボクシングの売上の割合は2.9%で前大会からほぼ倍加した。

## 競技結果
| 階級                        | 金                                          | 銀                                          | 銅                                          |
| --------------------------- | ------------------------------------------- | ------------------------------------------- | ------------------------------------------- |
| ライトフライ級 （48kg）     | 鄒市明 中国 (CHN)                           | セルダンバ・プレブドルジ モンゴル (MGL)     | パディ・バーンズ アイルランド (IRL)         |
| ライトフライ級 （48kg）     | 鄒市明 中国 (CHN)                           | セルダンバ・プレブドルジ モンゴル (MGL)     | ヤンピエル・エルナンデス キューバ (CUB)     |
| フライ級 （51kg）           | ソムジット・ジョンジョーホー タイ (THA)     | アンドリ・ラフィタ キューバ (CUB)           | ゲオルギー・バラクシン ロシア (RUS)         |
| フライ級 （51kg）           | ソムジット・ジョンジョーホー タイ (THA)     | アンドリ・ラフィタ キューバ (CUB)           | ヴィンチェンツォ・ピカルディ イタリア (ITA) |
| バンタム級 （54kg）         | エンクバット・バダルウーガン モンゴル (MGL) | ヤンキエル・レオン キューバ (CUB)           | ブルーノ・ジュリー モーリシャス (MRI)       |
| バンタム級 （54kg）         | エンクバット・バダルウーガン モンゴル (MGL) | ヤンキエル・レオン キューバ (CUB)           | ベアチェスラフ・ゴヤン モルドバ (MDA)       |
| フェザー級 （57kg）         | ワシル・ロマチェンコ ウクライナ (UKR)       | ケダフィ・ジェルヒール フランス (FRA)       | ヤクップ・クルッチュ トルコ (TUR)           |
| フェザー級 （57kg）         | ワシル・ロマチェンコ ウクライナ (UKR)       | ケダフィ・ジェルヒール フランス (FRA)       | シャヒン・イムラノフ アゼルバイジャン (AZE) |
| ライト級 （60kg）           | アレクセイ・チシュチェンコ ロシア (RUS)     | ダウダ・ソウ フランス (FRA)                 | フラチク・ヤワキャン アルメニア (ARM)       |
| ライト級 （60kg）           | アレクセイ・チシュチェンコ ロシア (RUS)     | ダウダ・ソウ フランス (FRA)                 | ヨルデニス・ウガス キューバ (CUB)           |
| ライトウェルター級 （64kg） | フェリックス・ディアス ドミニカ共和国 (DOM) | マナッス・ブンジャムノン タイ (THA)         | ロニエル・イグレシアス キューバ (CUB)       |
| ライトウェルター級 （64kg） | フェリックス・ディアス ドミニカ共和国 (DOM) | マナッス・ブンジャムノン タイ (THA)         | アレクシス・バスティーヌ フランス (FRA)     |
| ウェルター級 （69kg）       | バヒト・サルセクバエエフ カザフスタン (KAZ) | カルロス・バントー・スアレス キューバ (CUB) | 金貞柱 韓国 (KOR)                           |
| ウェルター級 （69kg）       | バヒト・サルセクバエエフ カザフスタン (KAZ) | カルロス・バントー・スアレス キューバ (CUB) | ハナティ・シラム 中国 (CHN)                 |
| ミドル級 （75kg）           | ジェームス・デゲール イギリス (GBR)         | エミリオ・コレア キューバ (CUB)             | ダレン・サザーランド アイルランド (IRL)     |
| ミドル級 （75kg）           | ジェームス・デゲール イギリス (GBR)         | エミリオ・コレア キューバ (CUB)             | ビジェンデル・シン インド (IND)             |
| ライトヘビー級 （81kg）     | 張小平 中国 (CHN)                           | ケニー・イーガン アイルランド (IRL)         | トニー・ジェフリース イギリス (GBR)         |
| ライトヘビー級 （81kg）     | 張小平 中国 (CHN)                           | ケニー・イーガン アイルランド (IRL)         | エルケブラン・シナリエフ カザフスタン (KAZ) |
| ヘビー級 （91kg）           | ラヒム・チャムキエフ ロシア (RUS)           | クレメンテ・ルッソ イタリア (ITA)           | オスマイ・アコスタ キューバ (CUB)           |
| ヘビー級 （91kg）           | ラヒム・チャムキエフ ロシア (RUS)           | クレメンテ・ルッソ イタリア (ITA)           | デオンテイ・ワイルダー アメリカ合衆国 (USA) |
| スーパーヘビー級 （91kg超） | ロベルト・カンマレーレ イタリア (ITA)       | 張志磊 中国 (CHN)                           | デービッド・プライス イギリス (GBR)         |
| スーパーヘビー級 （91kg超） | ロベルト・カンマレーレ イタリア (ITA)       | 張志磊 中国 (CHN)                           | ビャチェスラフ・グラスコフ ウクライナ (UKR) |

## 国・地域別のメダル獲得数
| 順   | 国・地域               | 金 | 銀 | 銅 | 計 |
| ---- | ---------------------- | -- | -- | -- | -- |
| 1    | 中国 (CHN)             | 2  | 1  | 1  | 4  |
| 2    | ロシア (RUS)           | 2  | 0  | 1  | 3  |
| 3    | イタリア (ITA)         | 1  | 1  | 1  | 3  |
| 4    | タイ (THA)             | 1  | 1  | 0  | 2  |
| 4    | モンゴル (MGL)         | 1  | 1  | 0  | 2  |
| 6    | イギリス (GBR)         | 1  | 0  | 2  | 3  |
| 7    | カザフスタン (KAZ)     | 1  | 0  | 1  | 2  |
| 7    | ウクライナ (UKR)       | 1  | 0  | 1  | 2  |
| 9    | ドミニカ共和国 (DOM)   | 1  | 0  | 0  | 1  |
| 10   | キューバ (CUB)         | 0  | 4  | 4  | 8  |
| 11   | フランス (FRA)         | 0  | 2  | 1  | 3  |
| 12   | アイルランド (IRL)     | 0  | 1  | 2  | 3  |
| 13   | アルメニア (ARM)       | 0  | 0  | 1  | 1  |
| 13   | アゼルバイジャン (AZE) | 0  | 0  | 1  | 1  |
| 13   | インド (IND)           | 0  | 0  | 1  | 1  |
| 13   | 韓国 (KOR)             | 0  | 0  | 1  | 1  |
| 13   | モルドバ (MDA)         | 0  | 0  | 1  | 1  |
| 13   | モーリシャス (MRI)     | 0  | 0  | 1  | 1  |
| 13   | トルコ (TUR)           | 0  | 0  | 1  | 1  |
| 13   | アメリカ合衆国 (USA)   | 0  | 0  | 1  | 1  |
| 合計 | 合計                   | 11 | 11 | 22 | 44 |